# Jeziorzany (gemeente)
De gemeente Jeziorzany is een landgemeente in het Poolse woiwodschap Lublin, in powiat Lubartowski.
De zetel van de gemeente is in Jeziorzany.
Op 30 juni 2004 telde de gemeente 2964 inwoners.

## Oppervlakte gegevens
In 2002 bedroeg de totale oppervlakte van gemeente Jeziorzany 66,63 km², waarvan:
- agrarisch gebied: 78%
- bossen: 11%

De gemeente beslaat 5,16% van de totale oppervlakte van de powiat.

## Demografie
Stand op 30 juni 2004:
| Omschrijving                   | Totaal | Totaal | Vrouwen | Vrouwen | Mannen | Mannen |
| ------------------------------ | ------ | ------ | ------- | ------- | ------ | ------ |
| eenheid                        | aantal | %      | aantal  | %       | aantal | %      |
| inwoners                       | 2964   | 100    | 1515    | 51,1    | 1449   | 48,9   |
| bevolkingsdichtheid (inw./km²) | 44,5   | 44,5   | 22,7    | 22,7    | 21,7   | 21,7   |

In 2002 bedroeg het gemiddelde inkomen per inwoner 1288,41 zł.

## Plaatsen
Blizocin, Jeziorzany, Drewnik, Krępa, Przytoczno, Skarbiciesz, Stawik, Stoczek Kocki, Walentynów, Wola Blizocka.

## Aangrenzende gemeenten
Adamów, Baranów, Kock, Michów, Serokomla, Ułęż